# 米谷民明
米谷 民明（よねや たみあき、1947年 - ）は、日本の理論物理学者（理学博士）。東京大学名誉教授。放送大学客員教授。

## 来歴
北海道出身。北海道札幌南高等学校、北海道大学理学部卒業。北海道大学大学院理学研究科博士課程修了。理学博士の学位を取得。
北海道大学助手、東京大学教養学部助教授/教授、ニューヨーク市立大学研究員、ヨーロッパ素粒子物理学研究所 (CERN) 研究員、カブリ理論物理学研究所研究員を経て、2010年3月に東京大学を定年退職。同年4月より放送大学教養学部教授、2015年3月に放送大学を定年退職。
1970年代にジョエル・シェルク（Joël Scherk）、ジョン・シュワルツとは独立にひも理論がアインシュタインの一般相対性理論から導かれる重力子と一致する性質の粒子の存在を含むことを示した。この業績により、1986年に第1回西宮湯川記念賞を受賞した。

## 主な著書
- 『力学』、物理学基礎シリーズ、培風館、1993年
- 『量子論入門講義』、現代物理学入門講義シリーズ、培風館、1998年
- 『アインシュタインは何を考えたか』、岩波高校生セミナー、岩波書店、1998年
- 『トポロジー』、編著、朝倉書店、2001年
- 『アインシュタインレクチャーズ＠駒場』、編著、東京大学出版会、2007年
- 『光を止められるか アインシュタインが挑んだこと』、岩波科学ライブラリー、岩波書店、2011年
- 『現代物理科学の論理と方法』、放送大学大学院教材、放送大学教育振興会、2013年
- 『力と運動の物理』、岸根順一郎共著、放送大学教材、放送大学教育振興会、2013年
- 『究極理論への道: 力・時空・物質の起源を求めて』岩波書店、2021年